# Ксьонз Григорій Петрович
Григорій Петрович Ксьонз (1874, Миргород, Полтавська губернія, Російська імперія — жовтень 1946 або березень 1947, Полтавська область, Українська РСР, СРСР) — український художник.

## Біографія
Народився і виріс у Миргороді. У дитинстві, після тяжкої недуги, втратив мову і слух. Малярства навчався в місцевого художника Михайла Химочки, а також у інших майстрів Миргорода. Працював у майстернях різьбярів і позолотників Кучеренків з Миргорода, народного маляра Д. Рудича з містечка Хомутець та Я. Отришка з Ромен.
Більшість нині відомих робіт Ксьонза — 1930–1940-х років. Майже не досліджена творчість початку ХХ століття. Ксьонз малював пейзажі, натюрморти та ікони. Але особливе місце в його творчості посідають портрети, які він виконував на замовлення, мандруючи селами Полтавщини. Жіночі та чоловічі постаті подавав на тлі природи у зелено-блакитній тональності (так званий український наївний народний портрет).
Останні роки провів у старечому будинку в Лубнах. Похований Ложвицького району 10 березня 1947 року.
Тривалий час робити Ксьонза були невідомі широкому загалу. Першим звернув увагу на його творчівсть директор Полтавського художнього музею Кім Григорович Скалацький, який мандрував селами в пошуках образа святої Магдалини для садиби Івана Котляревського. Саме така ікона висіла в будинку за життя основоположника української літератури. Напомість знайшов образ Мадонни з написом на підрамнику: «Григорій Петрович Ксьонз. Миргород. 1935. Листопад».
Роботи Григорія Ксьонза зберігаються в Миргородському краєзнавчому музеї музеї, Миргородському літературно-меморіальному музеї Давида Гурамішвілі, Полтавському художньому музеї, Лубенській картинній галереї, Українському центрі народної культури «Музей Івана Гончара» та приватних колекціях, зокрема у мережевому атласі народного мистецтва "КРОВЕЦЬ".
Організатор виставки художника в Полтаві, автор фільму про маляра Сергій Валерійович Козлов говорить, що достеменно відомо про 114 робіт Григорія Ксьонза. А всього їх близько трьохсот. Утім, достовірність значної частини ще потрібно встановити.